# Bridget Jones dagbok (film)
Bridget Jones dagbok (engelska: Bridget Jones's Diary) är en brittisk romantisk komedifilm från 2001 i regi av Sharon Maguire. Filmen är baserad på den humoristiska dagboksromanen Bridget Jones dagbok från 1996 av Helen Fielding. Filmen fick 2004 uppföljaren På spaning med Bridget Jones.

## Rollista i urval
- Renée Zellweger - Bridget Jones
- Colin Firth - Mark Darcy
- Hugh Grant - Daniel Cleaver
- Jim Broadbent - Bridgets pappa
- Gemma Jones - Bridgets mamma
- Celia Imrie - Una Alconbury
- James Faulkner - farbror Geoffrey
- Shirley Henderson - Jude
- James Callis - Tom
- Lisa Barbuscia - Lara
- Charmian May - Mrs. Darcy
- Paul Brooke - Mr. "Tits Pervert" Fitzherbert
- Sally Phillips - Shazzer
- Embeth Davidtz - Natasha
- Patrick Barlow - Julian
- Felicity Montagu - Perpetua
- Donald Douglas - Admiral Darcy
- Dolly Wells - Woney
- Honor Blackman - Penny Husbands-Bosworth
- Crispin Bonham-Carter - Greg